# Кызыл-Ой (Чуйская область)
Кызыл-Ой — село в Жайылском районе Чуйской области Кыргызстана. Входит в состав Суусамырского аильного округа. Код СОАТЕ — 41708 209 830 07 0.

## Население
| год     | 2009 | 2014 | 2015 |
| ------- | ---- | ---- | ---- |
| человек | 822  | 870  | 854  |